# Samoa A
Samoa A es la segunda selección de rugby de Samoa regulada por la unión de ese país.

## Reseña
Samoa A compite anualmente en el Pacific Challenge desde el 2011, luego del cambio de formato del torneo en el que se permite un solo equipo de cada país. La mejor ubicación en esa competición fue la del segundo puesto logrado en 4 oportunidades.
En el 2016 jugó la primera edición del Americas Pacific Challenge celebrado en Uruguay, en el que enfrentó a otras selecciones secundarias y finalizó en el 3º puesto.

## Participación en copas

### Pacific Rugby Cup
- Pacific Rugby Cup 2011: 2º puesto[2]
- Pacific Rugby Cup 2012: 2º puesto[3]
- Pacific Rugby Cup 2013: 2º puesto[4]
- Pacific Rugby Cup 2014: 4º en el grupo[5]

### Pacific Challenge
- Pacific Challenge 2015: 4º puesto[6]
- Pacific Challenge 2016: 2º puesto[7]
- Pacific Challenge 2017: 4º puesto (último)
- Pacific Challenge 2018: 3º puesto
- Pacific Challenge 2019: 4º puesto (último)
- Pacific Challenge 2020: 4º puesto (último)
- Pacific Challenge 2023: 2º puesto
- Pacific Challenge 2024: 3º puesto

### Americas Pacific Challenge
- AP Challenge 2016: 3º puesto[8]
- AP Challenge 2017: 4º puesto[9]
- AP Challenge 2018: Campeón invicto[10]
- AP Challenge 2021: no participó